# Kaizu
Kaizu è una città giapponese della prefettura di Gifu.